# Vartofta och Frökinds domsagas tingslag
Vartofta och Frökinds domsagas tingslag var ett tingslag i Vartofta och Frökinds domsaga i Skaraborgs län.
Tingslaget bildades den 1 januari 1913 (enligt beslut den 8 december 1905 och den 27 september 1912) genom av ett samgående av Dimbo tingslag, Leaby tingslag samt Slättängs tingslag. 1971 upplöstes tingslaget och verksamheten överfördes till Falköpings tingsrätt och Skövde tingsrätt.
Tingslaget omfattade Vartofta härad och Frökinds härad och ingick i Vartofta och Frökinds domsaga, bildad 1810. Den 1 januari 1954 upphörde Falköpings rådhusrätt, och Falköpings stad överfördes till tingslaget.

## Kommuner
Tingslaget bestod den 1 januari 1952 av följande kommuner:
- Dimbo landskommun
- Fröjereds landskommun
- Frökinds landskommun
- Fågelås landskommun
- Habo landskommun
- Hökensås landskommun
- Mullsjö landskommun
- Tidaholms stad
- Vartofta landskommun

### Fotnoter
1. ↑   (PDF) Folkräkningen den 31 december 1910, I, Areal och folkmängd inom särskilda förvaltningsområden. Stockholm: Statistiska centralbyrån. 1914. sid. 174. Arkiverad från originalet den 25 oktober 2014. https://www.webcitation.org/6Tb6rLpBf?url=http://www.scb.se/Grupp/Hitta_statistik/Historisk_statistik/_Dokument/SOS/Folkrakningen_1910_1.pdf. Läst 26 oktober 2014
2. ↑   (PDF) Folkräkningen den 31 december 1950, I, Areal och folkmängd inom särskilda förvaltningsområden m.m., Tätorter. Stockholm: Statistiska centralbyrån. 1952-05-19. sid. 80-81. Arkiverad från originalet den 1 oktober 2014. https://www.webcitation.org/6T09ZkyrB?url=http://www.scb.se/Grupp/Hitta_statistik/Historisk_statistik/_Dokument/SOS/Folkrakningen_1950_1.pdf. Läst 9 oktober 2014 Arkiverad 29 oktober 2013 hämtat från the Wayback Machine.